# Veysel Sarı
Veysel Sari (Istanboel, 25 juli 1988) is een Turkse voetballer die voor Antalyaspor speelt.

## Interlandcarrière
Op 28 mei 2013 maakte hij zijn debuut voor het Turks voetbalelftal in de vriendschappelijke interland tegen Letland (3-3), net als Oğuzhan Özyakup (Beşiktaş) en Sefa Yılmaz (Kayserispor). Hij maakte in die wedstrijd het derde doelpunt aan de kant van de Turken.
2 Thalisson ·
3 Öztürk ·
4 Gerxhaliu ·
5 Dikmen ·
6 Rakip ·
7 Balcı ·
9 Gaich ·
10 Larsson ·
11 Vural ·
12 Djenepo ·
13 Pirić ·
14 Uzunhan ·
17 Yeşilyurt ·
18 Kaluzinski ·
20 Uzun ·
21 Yiğiter ·
22 Van de Streek ·
25 Townsend ·
27 Yılmaz ·
34 Özkan ·
44 Gülerce ·
72 Toprak ·
81 Samudio ·
89 Sarı ·
91 İngenç ·
99 Arıcan ·
Coach: Belözoğlu